# Grammy Award para Melhor Álbum Vocal de Jazz
O Grammy Award para Melhor Álbum Vocal de Jazz é uma das categorias dos Grammy Awards, uma cerimónia estabelecida em 1958 e originalmente denominada como "Gramophone Awards", concedido para os artistas de gravação musical de obras de qualidade nos álbuns do gênero musical Jazz. As várias categorias são apresentadas anualmente pela National Academy of Recording Arts and Sciences dos Estados Unidos em "honra da realização artística, proficiência técnica e excelência global na indústria da gravação, sem levar em conta as vendas de álbuns ou posições nas tabelas musicais".
De acordo com o guia de descrição de categorias do 54º Grammy Awards, o prêmio é reservado para álbuns "contendo pelo menos 51% do tempo total de material inédito de Jazz" e reconhece exclusivamente elementos pertinentes às performances vocais de jazz como "flexão, fraseamento, arranjos, repertório e improvisações". A categoria foi estabelecida em 1977 e teve como primeira vencedora a cantora Ella Fitzgerald, que venceria novamente na edição de 1980. Até 2001, a categoria foi conhecida como "Melhor Performance Vocal de Jazz" e esteve subdividida em Melhor Performance Vocal Feminina de Jazz e Melhor Performance Vocal Masculina de Jazz entre 1981 e 1991.

## Vencedores e indicados
| Ano  | Artista                    | Obra                                   | Indicados | Referência |
| ---- | -------------------------- | -------------------------------------- | --- | ---------- |

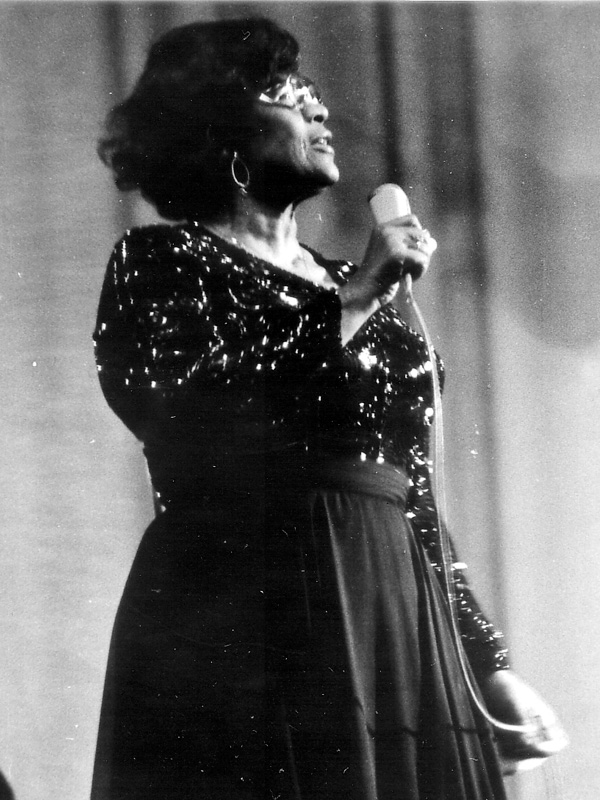
Ella Fitzgerald foi a primeira vencedora da categoria, em 1977.

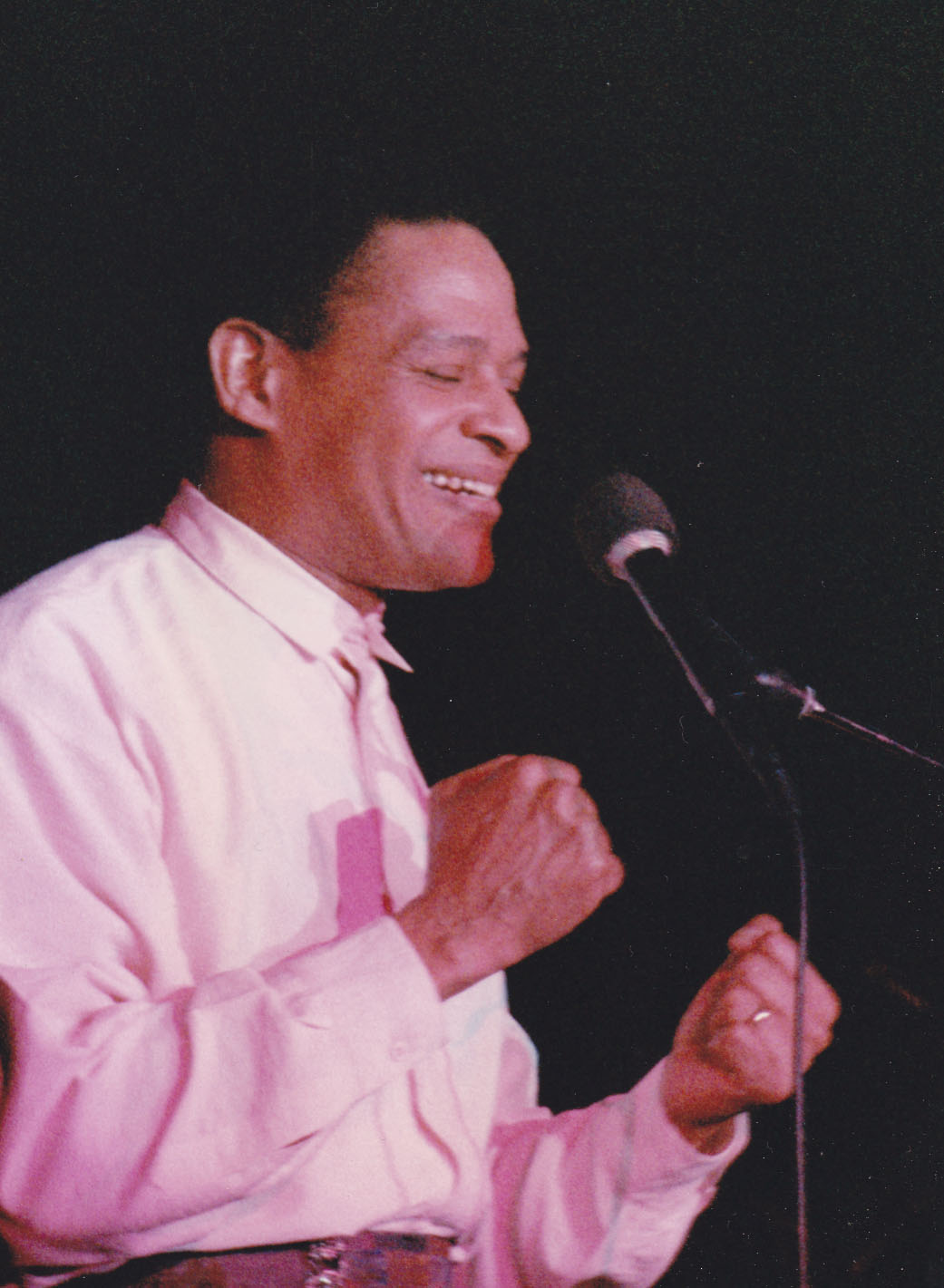
Al Jarreau, vencedor da categoria em 1978 e 1979.

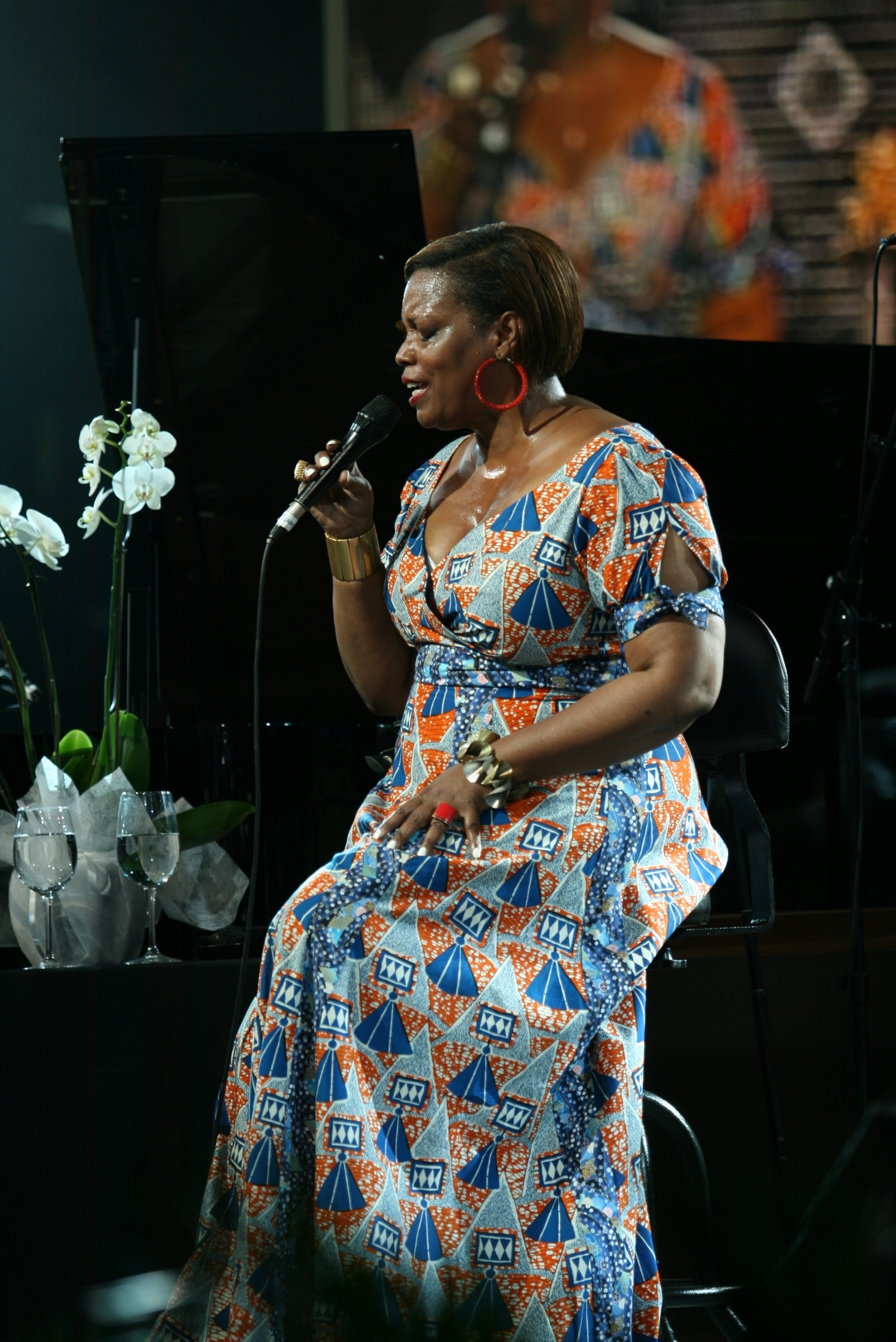
Dianne Reeves é o principal nome da categoria, acumulando 5 vitórias e 3 indicações.

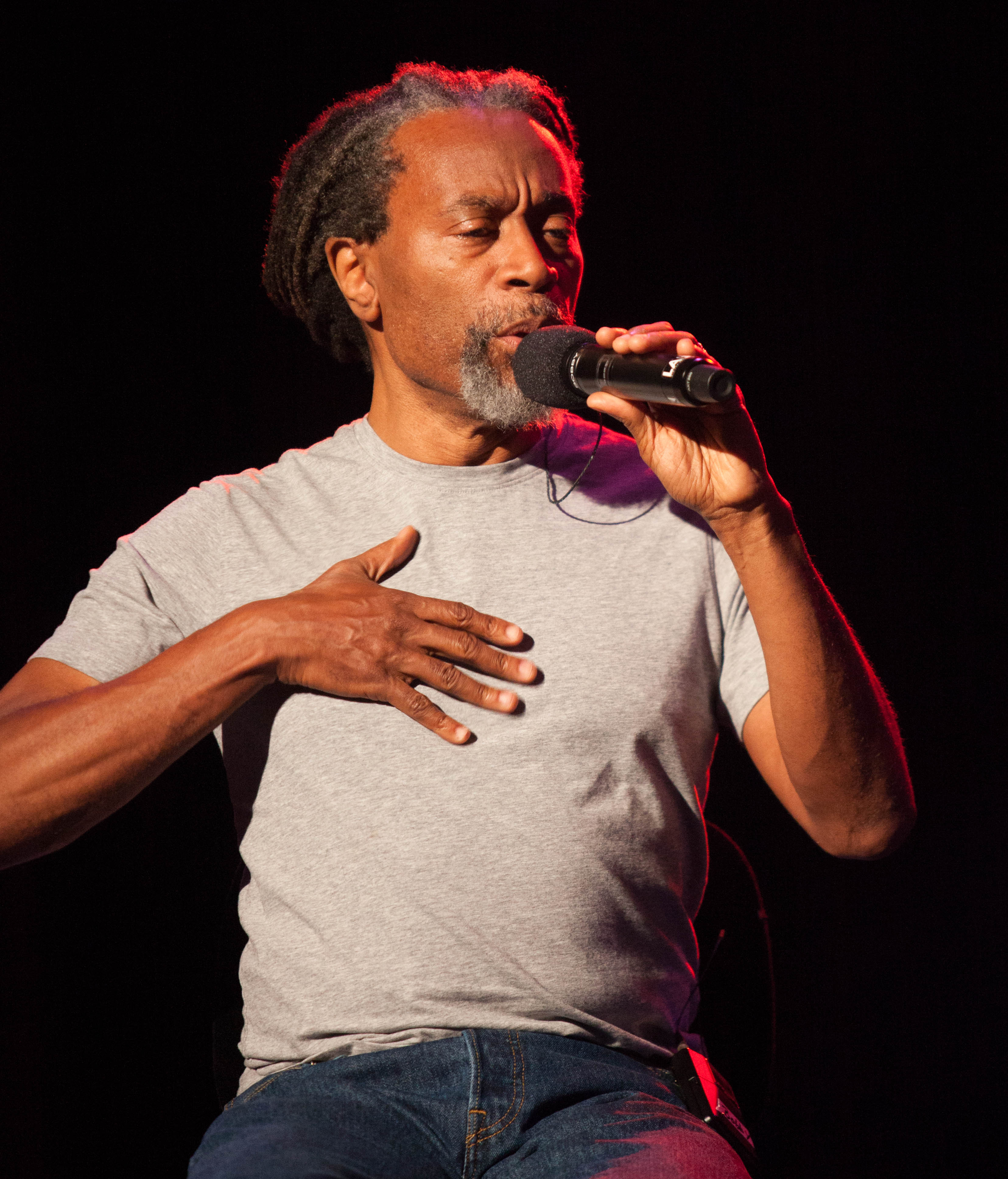
Bobby McFerrin, vencedor em 1993 e indicado novamente em 1994.

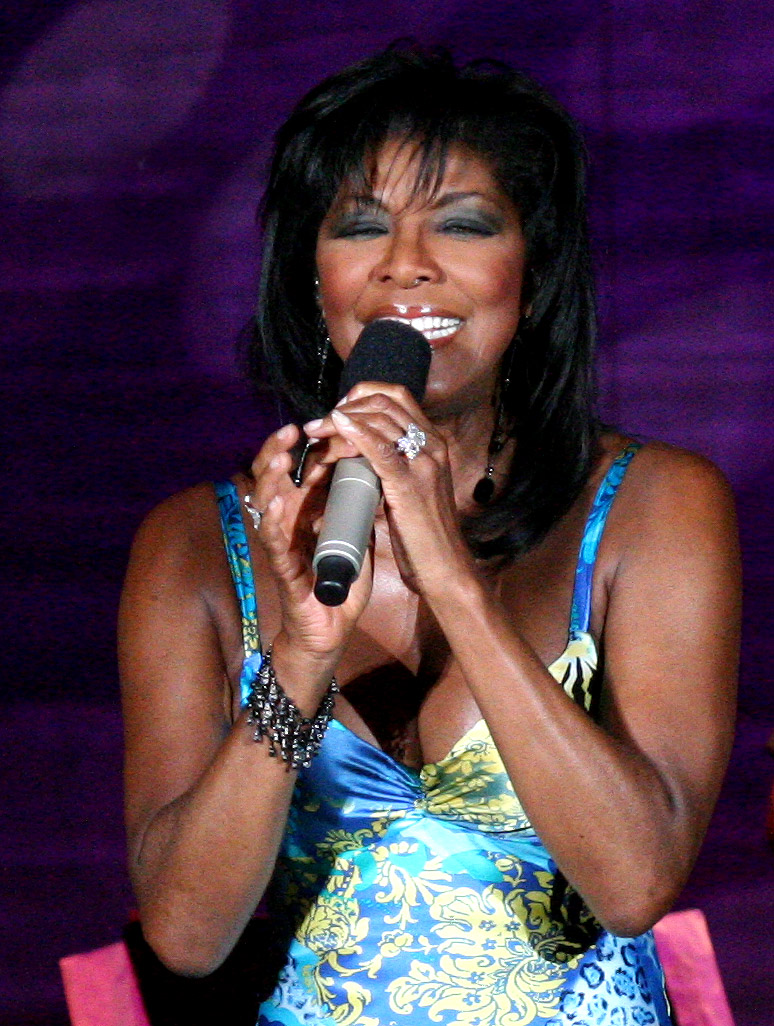
Natalie Cole, indicada em 1992 e 2003 e vencedora em 1994.

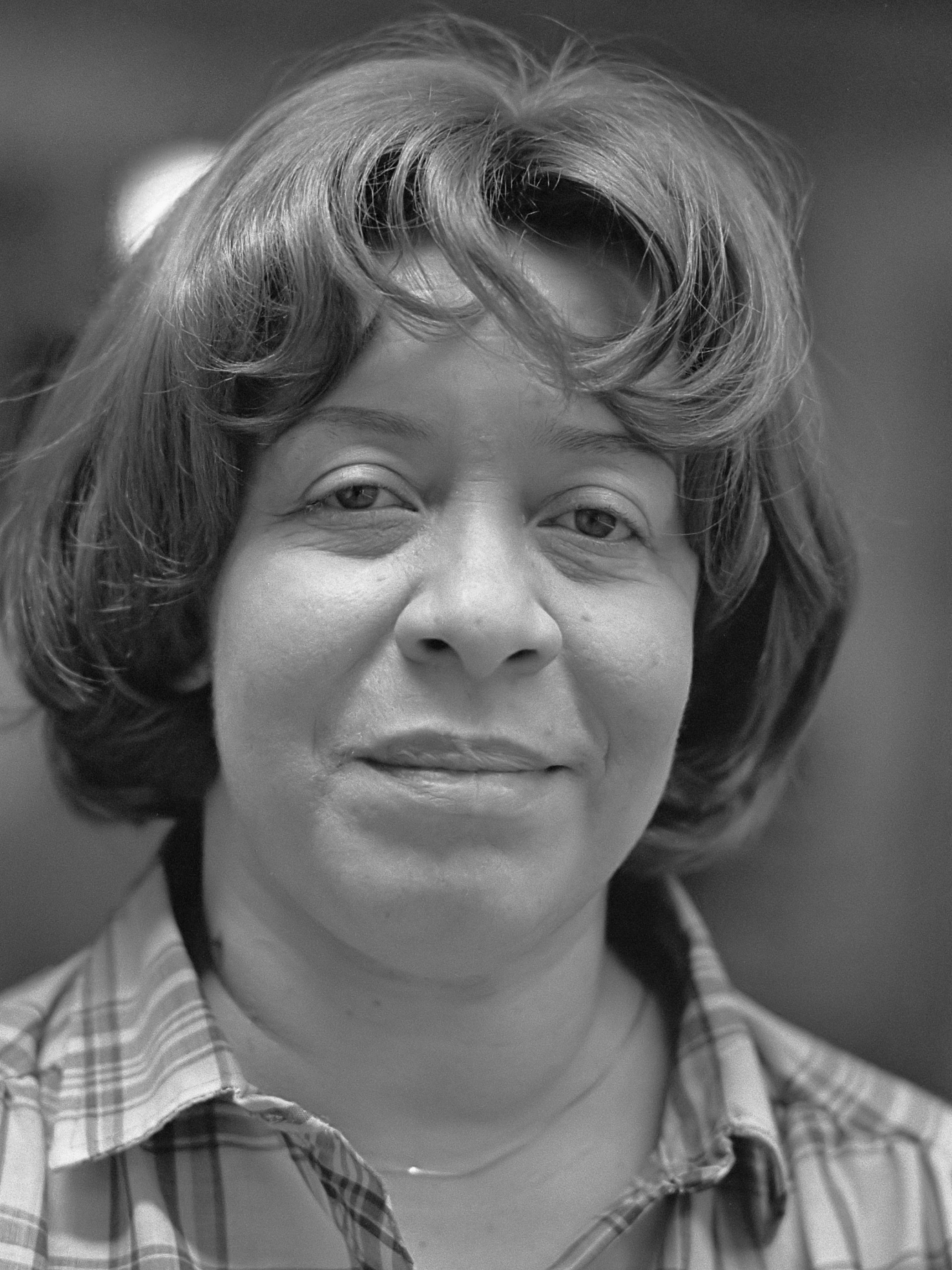
Shirley Horn possui 8 indicações na categoria, tendo vencido somente em 1999 pelo álbum I Remember Miles.

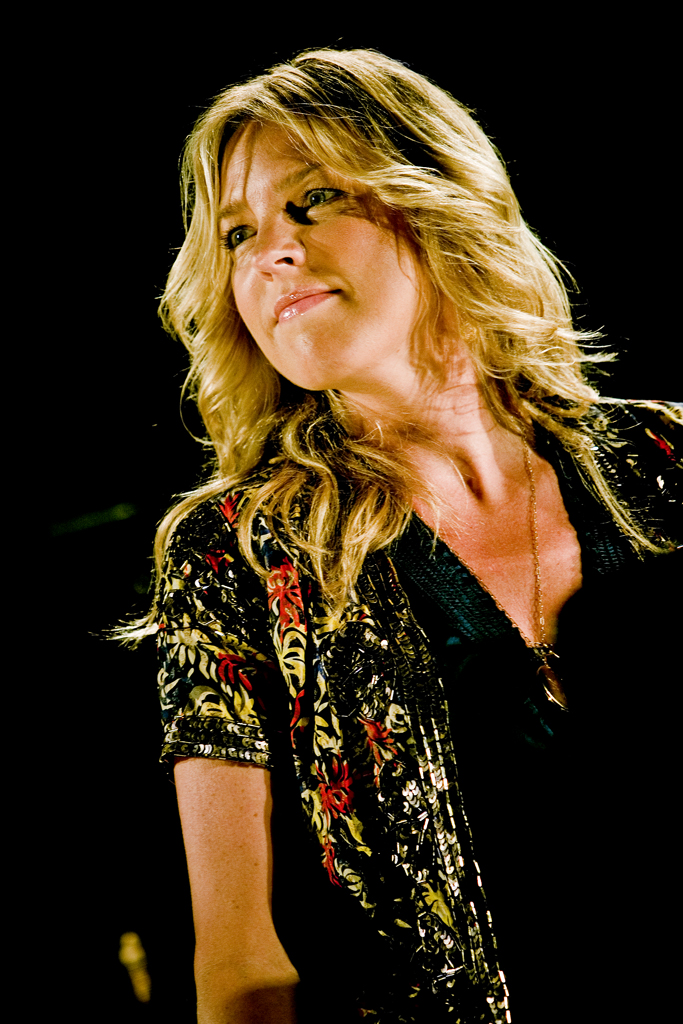
Diana Krall, indicada em 1997 e 1998 e vencedora em 2000 e 2000.

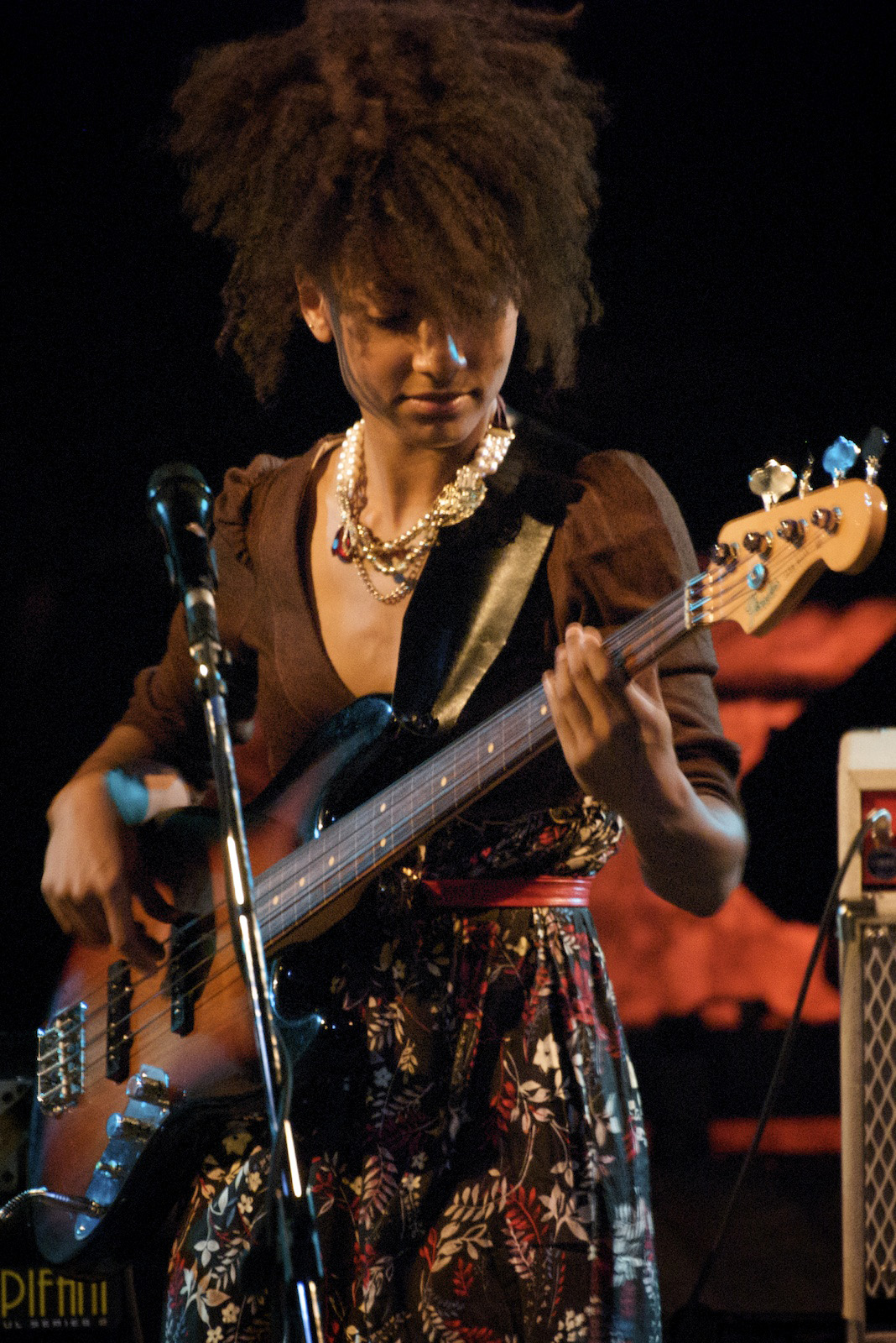
Esperanza Spalding, vencedora da categoria em 2020 e 2022.

| 1977 | Ella Fitzgerald            | Fitzgerald and Pass... Again           | - Irene Kral – Where Is Love? - Quire – Quire - Ray Charles e Cleo Laine – Porgy and Bess - Sarah Vaughan – More Sarah Vaughan Live in Japan                                                  |            |
| 1978 | Al Jarreau                 | Look to the Rainbow                    | - Irene Kral – Kral Space - Helen Merrill – Helen Merrill - John Lewis - Carmen McRae – Carmen McRae at The Great American Music Hall - João Gilberto – Amoroso                               |            |
| 1979 | Al Jarreau                 | All Fly Home                           | - Ray Charles – True to Life - Mel Tormé – Together Again - For the First Time - Eddie Jefferson – The Main Man - Sarah Vaughan – How Long Has This Been Going On - Irene Kral – Gentle Rain  |            |
| 1980 | Ella Fitzgerald            | Fine and Mellow                        | - Eddie Jefferson – The Live-Liest - Helen Humes – Sneakin' Around - Joe Williams – Prez and Joe - Sarah Vaughan – I Love Brazil!                                                             |            |
| 1985 | Joe Williams               | Nothin' but the Blues                  | - Carmen McRae – You're Lookin' at Me - Sue Raney – Ridin' High - Lorez Alexandria – Harlem Butterfly - Mel Tormé – An Evening at Charlie's                                                   |            |
| 1992 | Take 6                     | He Is Christmas                        | - Mel Tormé – "Ellington Medley" - Natalie Cole – "Long 'Bout Midnight" - The Manhattan Transfer – The Offbeat of Avenues - Shirley Horn – You Won't Forget Me                                | [ 5 ]      |
| 1993 | Bobby McFerrin             | "'Round Midnight"                      | - Shirley Horn – Here's to Life - Abbey Lincoln – "You Gotta Pay the Band" - Jimmy Scott – "All the Way" - Take 6 - "I'm Always Chasing Rainbows"                                             | [ 6 ]      |
| 1994 | Natalie Cole               | Take a Look                            | - Ernestine Anderson – Now and Then - Shirley Horn – Light Out of Darkness - Bobby McFerrin – "The Pink Panther Theme" - Bobby Short e Alden-Barrett Quintet – Swing That Music               | [ 7 ]      |
| 1995 | Etta James                 | Mystery Lady: Songs of Billie Holiday  | - Dee Dee Bridgewater – Keeping Tradition - Shirley Horn – I Love You, Paris - Lena Horne – We'll Be Together Again - Cassandra Wilson – Blue Light 'til Dawn                                 | [ 8 ]      |
| 1996 | Lena Horne                 | An Evening with Lena Horne             | - Dee Dee Bridgewater – Love and Peace: A Tribute to Horace Silver - Kurt Elling – Close Your Eyes - Abbey Lincoln – A Turtle's Dream - Dianne Reeves – Quiet After the Storm                 | [ 9 ]      |
| 1997 | Cassandra Wilson           | New Moon Daughter                      | - Ernestine Anderson – Blues, Dues and Love News - Nnenna Freelon – Shaking Free - Shirley Horn – The Main Ingredient - Diana Krall – All for You                                             | [ 10 ]     |
| 1998 | Dee Dee Bridgewater        | Dear Ella                              | - Kurt Elling – The Messenger - Shirley Horn – Loving You - Diana Krall – Love Scenes - Mark Murphy – Song for the Geese                                                                      | [ 11 ]     |
| 1999 | Shirley Horn               | I Remember Miles                       | - Kurt Elling – This Time It's Love - Nnenna Freelon – Maiden Voyage - Etta Jones – My Buddy – Etta Jones Sings the Songs of Buddy Johnson - Dianne Reeves – That Day...                      | [ 12 ]     |
| 2000 | Diana Krall                | When I Look in Your Eyes               | - Carla Cook – It's All About Love - Etta James – Heart of a Woman - Dianne Reeves – Bridges - Cassandra Wilson – Traveling Miles                                                             | [ 13 ]     |
| 2001 | Dianne Reeves              | In the Moment - Live in Concert        | - Dee Dee Bridgewater – Live at Yoshi's - Freddy Cole – Merry Go Round - Kurt Elling – Live in Chicago - Nnenna Freelon – Soulcall                                                            | [ 14 ]     |
| 2002 | Dianne Reeves              | The Calling: Celebrating Sarah Vaughan | - Mose Allison – The Mose Chronicles – Live in London, Vol. 1 - Karrin Allyson – Ballads – Remembering John Coltrane - Kurt Elling – Flirting with Twilight - Shirley Horn – You're My Thrill | [ 15 ]     |
| 2003 | Diana Krall                | Live in Paris                          | - Patti Austin – For Ella - Natalie Cole – Ask a Woman Who Knows - Etta Jones – Etta Jones Sings Lady Day - Luciana Souza – Brazilian Duos                                                    | [ 16 ]     |
| 2004 | Dianne Reeves              | A Little Moonlight                     | - Kurt Elling – Man in the Air - Shirley Horn – May the Music Never End - Aaron Neville – Nature Boy – The Standards Album - Luciana Souza – North and South                                  | [ 17 ]     |
| 2005 | Nancy Wilson               | R.S.V.P. (Rare Songs, Very Personal)   | - Andy Bey – American Song - Jamie Cullum – Twentysomething - Al Jarreau – Accentuate the Positive - Queen Latifah – The Dana Owens Album                                                     |            |
| 2006 | Dianne Reeves              | Good Night, and Good Luck              | - Dee Dee Bridgewater – J'ai deux amours - Nnenna Freelon – Blueprint of a Lady: Sketches of Billie Holiday - Luciana Souza – Duos II - Tierney Sutton – I'm with the Band                    | [ 18 ]     |
| 2020 | Esperanza Spalding         | 12 Little Spells                       | - Sara Gazarek - Thirsty Ghost - Jazzmeia Horn - Love & Liberation - Catherine Russell - Alone Together - The Tierney Sutton Band - ScreenPlay                                                | [ 19 ]     |
| 2021 | Kurt Elling e Danilo Pérez | Secrets Are the Best Stories           | - Thana Alexa - ONA - Carmen Lundy - Modern Ancestors - Somi e Frankfurt Radio Big Band - Holy Room: Live at Alte Oper - Kenny Washington - What's the Hurry                                  | [ 20 ]     |
| 2022 | Esperanza Spalding         | Songwrights Apothecary Lab             | - The Baylor Project – Generations - Kurt Elling e Charlie Hunter – SuperBlue - Nnenna Freelon – Time Traveler - Gretchen Parlato – Flor                                                      | [ 21 ]     |
| 2023 | Samara Joy                 | Linger Awhile                          | - The Baylor Project – The Evening: Live at APPARATUS - Carmen Lundy – Fade to Black - The Manhattan Transfer e WDR Funkhausorchester – Fifty - Cécile McLorin Salvant – Ghost Song           | [ 22 ]     |